# Vandalia (Missouri)
Vandalia é uma cidade localizada no estado americano de Missouri, no Condado de Audrain e Condado de Ralls.

## Demografia
Segundo o censo americano de 2000, a sua população era de 2529 habitantes.
Em 2006, foi estimada uma população de 4062, um aumento de 1533 (60.6%).

## Geografia
De acordo com o United States Census Bureau tem uma área de
5,9 km², dos quais 5,9 km² cobertos por terra e 0,0 km² cobertos por água. Vandalia localiza-se a aproximadamente 232 m acima do nível do mar.

## Localidades na vizinhança
O diagrama seguinte representa as localidades num raio de 24 km ao redor de Vandalia.